# Alballoscuro
Alballoscuro è stato un programma televisivo italiano di genere talk show scritto da Giovanni Benincasa, in onda nel 2011 su LA7d e condotto da Alba Parietti.

## Il programma
Il programma è andato in onda per dieci puntate dal 3 febbraio 2011 nella prima serata del giovedì sulla rete del digitale terrestre LA7d. Secondo il format, la conduttrice non conosce l'identità dell'intervistato fino al suo ingresso in studio. Inoltre, le domande da fare sono state scritte da Claudio Sabelli Fioretti e sono sorteggiate a caso tra 500 preparate durante la puntata.
Particolare interesse ha suscitato la seconda puntata, trasmessa il 10 febbraio, nella quale era ospite Aldo Busi: si è avuto uno scontro tra lo scrittore e la conduttrice, causato dall'affermazione della conduttrice che non aveva individuato l'ospite perché era stato detto che era un uomo, tale affermazione provocò una reazione determinata di Busi. Nonostante l'episodio non fosse accaduto in diretta (il programma andava in onda in differita), la scena è andata regolarmente in onda, anche se non integralmente.